# Karwice (województwo łódzkie)
Karwice – wieś w Polsce położona w województwie łódzkim, w powiecie opoczyńskim, w gminie Opoczno.
W latach 1954–1959 wieś należała i była siedzibą władz gromady Karwice, po jej zniesieniu w gromadzie Ogonowice. W latach 1975–1998 miejscowość administracyjnie należała do województwa piotrkowskiego.
Wierni kościoła rzymskokatolickiego należą do parafii św. Bartłomieja w Opocznie.

## Zabytki
Według rejestru zabytków NID na listę zabytków wpisany jest obiekt:
- dwór, 1 poł. XIX w., nr rej.: 836 z 30.01.1959 (już nie istnieje)